# Nekrolog 3. Quartal 1969
Nekrolog
◄◄
| ◄
| 1965
| 1966
| 1967
| 1968
| 1969 | 1970 | 1971 | 1972 | 1973 | ► | ►►
1. Quartal |
2. Quartal |
3. Quartal |
4. Quartal 1969
Weitere Ereignisse | Allgemeiner Nekrolog 1969
Die Beschreibung der verstorbenen Person sollte so kurz wie möglich gehalten sein und nur deren signifikante Tätigkeit(en) enthalten.
Neue Namen ggf. auch unter dem Geburts- und Sterbedatum, also etwa unter 1. Januar und im Geburts- und Sterbejahr (2024) eintragen (nur bei entsprechender großer Wichtigkeit). Für Beispiele siehe die schon vorhandenen Artikel.
Außerdem über die fünf zuletzt Verstorbenen, zu denen es einen ausreichend guten Artikel für eine Präsentation auf der Hauptseite gibt, nach der todesbedingten Überarbeitung der Artikel ggf. auch unter Wikipedia Diskussion:Hauptseite informieren und sie am besten auch in den anderen Wikipedia-Sprachversionen eintragen. Tipp: Regelmäßig bei news.google.de nach „ist tot“, „gestorben“ oder „verstorben“ suchen.
Wenn eine Person gestorben ist, gibt es viele Seiten zu dieser Person in der Wikipedia, die davon auch betroffen sind und entsprechend aktualisiert werden müssen. Beispiele: Namenübersichtsseite, Geburtsjahr, Geburtsort-Seiten und viele mehr.
Wie finde ich die betroffenen Seiten?
Im Suchfeld auf der linken Seite gibt man den Suchbegriff so ein: „Vorname Nachname“. Dann klickt man auf Volltext und alle Seiten mit entsprechendem Suchtext werden aufgerufen. Hier sieht man dann schnell, wo auch das Todesjahr Sinn macht oder sogar ein Teil des Artikels angepasst werden muss. Auch hilft das „Werkzeug“ auf der linken Seite sehr gut, um solche Seiten aufzufinden: „Links auf diese Seite“. Somit ist die Wikipedia wieder aktuell in allen Bereichen! Hinweis: bei Eintragung der Kategorie „Gestorben JAHR“ wird der Missbrauchsfilter 49 ausgelöst, was jedoch nicht schlimm ist. Siehe: Spezial:Missbrauchsfilter/49
Dies ist eine Liste von im dritten Quartal 1969 verstorbenen bekannten Persönlichkeiten. Die Einträge erfolgen innerhalb der einzelnen Daten alphabetisch sortiert. Tiere sind im Nekrolog für Tiere zu finden.

## Juli
| Tag      | Name                                 | Beruf, bekannt als                                                                       | Alter | Beleg |
| -------- | ------------------------------------ | ---------------------------------------------------------------------------------------- | ----- | ----- |
| 1. Juli  | Adda Kesselkaul                      | deutsche Malerin                                                                         | 73    |       |
| 1. Juli  | Wilhelm Tegeler                      | deutscher Verwaltungsbeamter und Senatssyndicus                                          | 67    |       |
| 2. Juli  | Rudolph Firle                        | deutscher Marineoffizier, Publizist und Direktor des Norddeutschen Lloyds                | 87    |       |
| 2. Juli  | Carl Hermann Gaiser                  | deutscher Politiker                                                                      | 80    |       |
| 2. Juli  | Heinz Goldberg                       | deutscher Theaterregisseur und Drehbuchautor                                             | 78    |       |
| 2. Juli  | Alex Haffner                         | deutscher Manager und Politiker                                                          | 85    |       |
| 2. Juli  | Jenny Mucchi-Wiegmann                | deutsche Bildhauerin                                                                     | 73    |       |
| 2. Juli  | Mikio Naruse                         | japanischer Regisseur                                                                    | 63    |       |
| 3. Juli  | Wilhelm von Apell                    | deutscher Offizier, zuletzt Generalleutnant im Zweiten Weltkrieg                         | 77    |       |
| 3. Juli  | Wilhelm Bachmann                     | deutscher Landwirt und Politiker (CSU), Bürgermeister und MdL                            | 73    |       |
| 3. Juli  | Friedel Birker                       | lutherischer Pfarrer, Gemeindegründer und Gründer einer Jugendhilfe-Einrichtung          | 61    |       |
| 3. Juli  | Hermann Grabner                      | österreichischer Komponist                                                               | 83    |       |
| 3. Juli  | Brian Jones                          | britischer Musiker (The Rolling Stones)                                                  | 27    |       |
| 4. Juli  | Julius Bauer                         | britischer Kinderarzt deutscher Herkunft                                                 | 89    |       |
| 4. Juli  | José Belard da Fonseca               | portugiesischer Bauingenieur                                                             | 79    |       |
| 4. Juli  | Erwin Blumenfeld                     | deutscher Fotograf                                                                       | 72    |       |
| 4. Juli  | Henri Decoin                         | französischer Schwimmer, Wasserballspieler, Filmregisseur und Drehbuchautor              | 79    |       |
| 4. Juli  | William H. Milliken                  | US-amerikanischer Politiker                                                              | 71    |       |
| 4. Juli  | Georges Ronsse                       | belgischer Radsportler                                                                   | 63    |       |
| 4. Juli  | Fritz Wenneis                        | deutscher Filmkomponist                                                                  | 79    |       |
| 5. Juli  | Ben Alexander                        | US-amerikanischer Schauspieler                                                           | 58    |       |
| 5. Juli  | Wilhelm Backhaus                     | deutscher Pianist                                                                        | 85    |       |
| 5. Juli  | Ernst Bergfeld                       | deutscher Schriftsteller                                                                 | 84    |       |
| 5. Juli  | Viktor Gertler                       | ungarischer Filmregisseur, Filmeditor und Drehbuchautor                                  | 67    |       |
| 5. Juli  | Walter Gropius                       | deutscher Architekt und der Gründer des Bauhauses                                        | 86    |       |
| 5. Juli  | Lambert Hillyer                      | US-amerikanischer Filmregisseur                                                          | 75    |       |
| 5. Juli  | Werner Hübschmann                    | deutscher Komponist und Dozent                                                           | 67    |       |
| 5. Juli  | Tom Mboya                            | kenianischer Gewerkschafter und Politiker                                                | 38    |       |
| 5. Juli  | Leo McCarey                          | US-amerikanischer Regisseur, Filmproduzent und Drehbuchautor                             | 70    |       |
| 5. Juli  | Hans Paul Tribolet                   | Schweizer Mundartschriftsteller und Berner Mundart-Radiopionier                          | 84    |       |
| 6. Juli  | Wolfgang Cartellieri                 | deutscher Politiker und Staatssekretär                                                   | 67    |       |
| 6. Juli  | Johnny Crum                          | schottischer Fußballspieler                                                              | 57    |       |
| 7. Juli  | Erskine Sanford                      | US-amerikanischer Schauspieler                                                           | 83    |       |
| 7. Juli  | Gustav Adolf Steengracht von Moyland | deutscher Jurist im Diplomatischen Dienst                                                | 66    |       |
| 7. Juli  | Gladys Swarthout                     | US-amerikanische Sängerin                                                                | 71    |       |
| 8. Juli  | Traugott Baumgärtel                  | deutscher Mikrobiologe und Hochschullehrer                                               | 77    |       |
| 8. Juli  | Jan Bolesław Czedekowski             | österreichischer Porträt- und Kriegsmaler                                                | 84    |       |
| 8. Juli  | Hans Fiehler                         | deutscher Kunstmaler, Liederdichter und Pazifist                                         | 79    |       |
| 8. Juli  | Eliza Illiard                        | deutsche Koloratursopranistin                                                            | 64    |       |
| 9. Juli  | Károly Dietz                         | ungarischer Polizist, Rechtsanwalt und Fußballtrainer                                    | 83    |       |
| 9. Juli  | Josef Glantschnig                    | österreichischer Politiker und Landwirt                                                  | 87    |       |
| 9. Juli  | Howard Luck Gossage                  | US-amerikanischer Werbetexter und Art Director                                           | 51    |       |
| 9. Juli  | Edith Mendelssohn Bartholdy          | deutsche Sozial- und Kulturpolitikerin                                                   | 87    |       |
| 9. Juli  | Helmut Schläger                      | deutscher Bauforscher und Pionier der Unterwasserarchäologie                             | 45    |       |
| 9. Juli  | Tanaka Raizō                         | japanischer Admiral                                                                      | 77    |       |
| 9. Juli  | Adalbert Welte                       | österreichischer Schriftsteller                                                          | 67    |       |
| 10. Juli | Paul Heuäcker                        | deutscher Schachstudienkomponist                                                         | 69    |       |
| 10. Juli | Karl Kaehne                          | deutscher Offizier, NS-Funktionär                                                        | 70    |       |
| 10. Juli | Bogumił Kobiela                      | polnischer Schauspieler                                                                  | 38    |       |
| 10. Juli | Friedrich Morton                     | österreichischer Höhlenforscher und Reiseschriftsteller                                  | 79    |       |
| 11. Juli | Guilherme de Almeida                 | brasilianischer Autor, Journalist, Übersetzer und Rechtsanwalt                           | 78    |       |
| 11. Juli | Carl Blumenreuter                    | deutscher SS-Apotheker                                                                   | 87    |       |
| 11. Juli | Pierre Delattre                      | US-amerikanischer Romanist und Phonetiker französischer Herkunft                         | 65    |       |
| 11. Juli | Georg Kroschel                       | deutscher Radrennfahrer                                                                  | 64    |       |
| 11. Juli | Hermann Pfeiffer                     | deutscher Schauspieler                                                                   | 67    |       |
| 11. Juli | Friedrich Siegmund-Schultze          | deutscher Theologe, Sozialpädagoge und Sozialethiker                                     | 84    |       |
| 11. Juli | Richard Zimmermann                   | deutscher Parteifunktionär und Landtagsabgeordneter (KPD/SED)                            | 92    |       |
| 12. Juli | Eugen Bea                            | deutscher Politiker (SPD)                                                                | 70    |       |
| 12. Juli | René Clavel                          | Schweizer Erfinder                                                                       | 82    |       |
| 12. Juli | Bill Ivy                             | britischer Motorradrennfahrer                                                            | 26    |       |
| 12. Juli | Wilhelm Süß                          | deutscher klassischer Philologe                                                          | 87    |       |
| 13. Juli | Geoffrey Carr                        | britischer Ruderer                                                                       | 83    |       |
| 13. Juli | Walter Ehling                        | deutscher Verwaltungsbeamter                                                             | 70    |       |
| 13. Juli | Arnt Kohlrausch                      | deutscher Physiologe und Hochschullehrer                                                 | 84    |       |
| 13. Juli | Bruno Loets                          | deutscher Schriftsteller und Übersetzer                                                  | 64    |       |
| 13. Juli | Erwin Mayr                           | österreichischer Saatgutforscher, Pflanzenzüchter und Getreideökologe                    | 70    |       |
| 13. Juli | Bess Meredyth                        | US-amerikanische Drehbuchautorin und Filmschauspielerin                                  | 79    |       |
| 13. Juli | Edith Wiklund                        | finnische Malerin, Grafikerin und Zeichenlehrerin                                        | 63    |       |
| 14. Juli | Eero Berg                            | finnischer Leichtathlet                                                                  | 71    |       |
| 14. Juli | Ernie Farrow                         | US-amerikanischer Jazzmusiker                                                            | 40    |       |
| 14. Juli | Sakamoto Hanjirō                     | japanischer Maler                                                                        | 87    |       |
| 15. Juli | Peter van Eyck                       | deutsch-US-amerikanischer Schauspieler                                                   | 55    |       |
| 15. Juli | Eduard Farber                        | US-amerikanischer Chemiker und Chemiehistoriker                                          | 77    |       |
| 15. Juli | Menachem Pinkhof                     | deutsch-jüdischer Widerstandskämpfer                                                     |       |       |
| 15. Juli | Marta Sillaots                       | estnische Schriftstellerin und Übersetzerin                                              | 82    |       |
| 16. Juli | Max Gablonsky                        | deutscher Fußballspieler und Leichtathlet                                                | 79    |       |
| 16. Juli | Bruno Harder                         | deutscher römisch-katholischer Prälat                                                    | 61    |       |
| 16. Juli | Sergei Iwanowitsch Rudenko           | russischer Archäologe                                                                    | 84    |       |
| 16. Juli | André Routis                         | französischer Boxer im Feder- und Bantamgewicht                                          | 69    |       |
| 16. Juli | Friedrich von Scotti                 | deutscher Generalleutnant im Zweiten Weltkrieg                                           | 80    |       |
| 16. Juli | Hanns Zehtmeyer                      | deutscher Grafiker und Maler                                                             | 77    |       |
| 17. Juli | Raizō Ichikawa VIII.                 | japanischer Schauspieler                                                                 | 37    |       |
| 17. Juli | Renato May                           | italienischer Filmeditor und Filmregisseur                                               | 59    |       |
| 17. Juli | Oskar Quarg                          | deutscher Mittelstreckenläufer                                                           | 81    |       |
| 17. Juli | David Maryanayagam Swamidoss Pillat  | indischer Ordensgeistlicher, Bischof von Vellore                                         | 64    |       |
| 18. Juli | Charlotte Armstrong                  | US-amerikanische Schriftstellerin                                                        | 64    |       |
| 18. Juli | Hanns Korngiebel                     | deutscher Schauspieler und Regisseur                                                     | 66    |       |
| 18. Juli | Giovanni Cesare Majoni               | italienischer Diplomat                                                                   | 93    |       |
| 19. Juli | Rodolfo Choperena                    | mexikanischer Basketballspieler                                                          | 32    |       |
| 19. Juli | Thomas Doe                           | US-amerikanischer Bobfahrer                                                              | 56    |       |
| 19. Juli | Thoralf Glad                         | norwegischer Segler                                                                      | 91    |       |
| 19. Juli | Carl Jörns                           | deutscher Rad- und Automobilrennfahrer                                                   | 93    |       |
| 19. Juli | Stratis Myrivilis                    | griechischer Schriftsteller                                                              | 79    |       |
| 20. Juli | Jean-Marie le Bourvelec              | französischer Turner                                                                     | 88    |       |
| 20. Juli | Clement Neubauer                     | US-amerikanischer Kapuziner, Generalminister des Kapuzinerordens                         | 77    |       |
| 20. Juli | Simon Parmet                         | finnischer Dirigent und Komponist                                                        | 71    |       |
| 20. Juli | Johannes Sievers                     | Kunsthistoriker und Schinkelforscher                                                     | 89    |       |
| 20. Juli | Bruno Verdieck                       | deutscher Gewerkschafter (DGB) und Politiker (SPD), MdL                                  | 66    |       |
| 21. Juli | Lou Albert-Lasard                    | deutsch-französische Malerin                                                             | 83    |       |
| 21. Juli | Reinhold Bäßler                      | deutscher Jurist, Studentenfunktionär und Versicherungsmanager                           | 56    |       |
| 21. Juli | Hans Laternser                       | deutscher Jurist                                                                         | 60    |       |
| 21. Juli | Hermann Vahldiek                     | deutscher Politiker (SRP), MdL                                                           | 81    |       |
| 21. Juli | Jules Vanhevel                       | belgischer Radrennfahrer                                                                 | 74    |       |
| 21. Juli | Leolyn Dana Wilgress                 | kanadischer Botschafter                                                                  | 76    |       |
| 22. Juli | Friedrich Schmidtke                  | deutscher katholischer Alttestamentler und Altorientalist                                | 78    |       |
| 22. Juli | Max Thurn                            | deutscher Dirigent                                                                       | 72    |       |
| 23. Juli | Maria Basels                         | deutsche Kauffrau                                                                        | 82    |       |
| 23. Juli | Floyd Dell                           | US-amerikanischer Schriftsteller und Journalist                                          | 82    |       |
| 23. Juli | Reinhold Heinen                      | deutscher Verleger                                                                       | 75    |       |
| 23. Juli | Jörg Lehne                           | deutscher Bergsteiger                                                                    | 33    |       |
| 23. Juli | Sidney Weinberg                      | US-amerikanischer Manager, CEO von Firma Goldman Sachs                                   | 77    |       |
| 24. Juli | Anselme Brusa                        | italienisch-französischer Ruderer und Turner                                             | 69    |       |
| 24. Juli | Ken Overlin                          | US-amerikanischer Boxer im Mittelgewicht                                                 | 58    |       |
| 24. Juli | Wilhelm Trautmann                    | deutscher Fußballspieler                                                                 | 80    |       |
| 25. Juli | Heinrich Besseler                    | deutscher Musikwissenschaftler                                                           | 69    |       |
| 25. Juli | Everett Bradley                      | US-amerikanischer Leichtathlet                                                           | 72    |       |
| 25. Juli | Otto Dix                             | deutscher Maler der Neuen Sachlichkeit und des Expressionismus                           | 77    |       |
| 25. Juli | Witold Gombrowicz                    | polnischer Schriftsteller                                                                | 64    |       |
| 25. Juli | Hans Kohlsdorfer                     | deutscher Offizier                                                                       | 76    |       |
| 25. Juli | Douglas Moore                        | US-amerikanischer Komponist                                                              | 75    |       |
| 25. Juli | Ricardo Rivera Schreiber             | peruanischer Diplomat und Politiker                                                      | 76    |       |
| 25. Juli | Guy J. Swope                         | US-amerikanischer Politiker                                                              | 76    |       |
| 26. Juli | Hermann Buchfelder                   | österreichischer Wasserballspieler                                                       | 79    |       |
| 26. Juli | Léon Dernier                         | belgischer Automobilrennfahrer                                                           | 57    |       |
| 26. Juli | Otto Gentil                          | deutscher Bildhauer und Maler                                                            | 76    |       |
| 26. Juli | Walter Reppe                         | deutscher Chemiker, Mitbegründer der Acetylenchemie                                      | 76    |       |
| 26. Juli | Alfonso Reyes Ramos                  | mexikanischer Geistlicher, Bischof von Ciudad Valles                                     | 56    |       |
| 26. Juli | Clarence S. Ridley                   | US-amerikanischer Offizier                                                               | 86    |       |
| 26. Juli | Hans Roth                            | österreichischer Politiker (CS, ÖVP), Landtagsabgeordneter, Abgeordneter zum Nationalrat | 79    |       |
| 27. Juli | Walther Fischer                      | deutscher Pathologe und Rechtsmediziner                                                  | 86    |       |
| 27. Juli | Stefan Gadularow                     | bulgarischer Schauspieler und Theaterregisseur                                           | 70    |       |
| 27. Juli | Rolf Lindau-Schulz                   | deutscher Schauspieler und Produzent in der Stummfilmzeit                                | 64    |       |
| 27. Juli | Karl Schramm                         | deutscher Dramaturg, Regisseur und Schriftsteller                                        | 62    |       |
| 27. Juli | Daniel Schwarz                       | deutscher Buchhalter, Naturschützer und Geologe                                          | 89    |       |
| 27. Juli | Marie Beatrice Schwarz               | niederländische Botanikerin und Phytologin                                               | 71    |       |
| 27. Juli | Moisés Solana                        | mexikanischer Automobilrennfahrer                                                        | 33    |       |
| 28. Juli | Andrew D. Bruce                      | US-amerikanischer Offizier, Generalleutnant der US-Army                                  | 74    |       |
| 28. Juli | Eugène Gabriels                      | belgischer Ruderer                                                                       | 73    |       |
| 28. Juli | Ramón Grau San Martín                | Staatspräsident von Kuba (1933–1934 und 1944–1948)                                       | 81    |       |
| 28. Juli | Frank Loesser                        | US-amerikanischer Komponist                                                              | 59    |       |
| 28. Juli | Ernst Tittel                         | österreichischer Komponist, Organist und Musiktheoretiker                                | 59    |       |
| 29. Juli | Friedrich Arnold                     | deutscher Politiker (CSU)                                                                | 57    |       |
| 29. Juli | Josef Blösche                        | deutscher SS-Unterscharführer                                                            | 57    |       |
| 29. Juli | Fritz Dickmann                       | deutscher Historiker                                                                     | 63    |       |
| 29. Juli | Lars Hedwall                         | schwedischer Hindernis- und Langstreckenläufer                                           | 72    |       |
| 30. Juli | Konstantin Prinz von Bayern          | deutscher Politiker (CSU), MdL, MdB                                                      | 48    |       |
| 30. Juli | Friedrich Rötschke                   | deutscher Architekt                                                                      | 78    |       |
| 31. Juli | Alexandra                            | deutsche Sängerin                                                                        | 27    |       |
| 31. Juli | Charles Edison                       | US-amerikanischer Politiker                                                              | 78    |       |
| 31. Juli | Karl Meier                           | deutscher Heimatforscher, Schriftsteller, Zeichner                                       | 87    |       |
| 31. Juli | Marcello Nizzoli                     | italienischer Grafiker, Architekt und Industriedesigner                                  | 82    |       |
| 31. Juli | Ruth Margarete Roellig               | deutsche Schriftstellerin                                                                | 90    |       |
| Juli     | Donald Crowhurst                     | britischer Geschäftsmann und Amateursegler                                               |       |       |
| Juli     | Heinrich Rindfleisch                 | deutscher Arzt und SS-Offizier                                                           | 53    |       |

## August
| Tag        | Name                               | Beruf, bekannt als                                                                                       | Alter | Beleg |
| ---------- | ---------------------------------- | --- | ----- | ----- |
| 1. August  | Borys Hmyrja                       | ukrainischer Opern- und Kammersänger                                                                     | 65    |       |
| 1. August  | Jang Taek-sang                     | südkoreanischer Politiker                                                                                | 75    |       |
| 1. August  | Gerhard Mitter                     | deutscher Automobilrennfahrer                                                                            | 33    |       |
| 1. August  | Joseph Schacht                     | deutsch-britischer Orientalist, Hochschullehrer                                                          | 67    |       |
| 1. August  | Arnold Schuster                    | deutscher Politiker (CDU), MdL                                                                           | 79    |       |
| 1. August  | Hans Helmut Wolff                  | deutscher SS-Obersturmbannführer und Regierungsrat im Reichssicherheitshauptamt                          | 59    |       |
| 2. August  | Leslie Cliff                       | britischer Eiskunstläufer                                                                                | 61    |       |
| 2. August  | Clarence Dickinson                 | US-amerikanischer Organist, Komponist und Musikpädagoge                                                  | 96    |       |
| 2. August  | Felix-Heinrich Gentzen             | deutscher Historiker                                                                                     | 55    |       |
| 2. August  | Herbert James Paton                | schottischer Philosoph                                                                                   | 82    |       |
| 3. August  | Charles Bruneau                    | französischer Romanist und Dialektologe                                                                  | 85    |       |
| 3. August  | Martha Frahm                       | deutsche Verkäuferin                                                                                     | 75    |       |
| 3. August  | Libbie Henrietta Hyman             | US-amerikanische Zoologin                                                                                | 80    |       |
| 3. August  | Ferdinand Poggel                   | deutscher Gewerkschafter und Politiker (CDU), MdL                                                        | 83    |       |
| 3. August  | Hermann Radtke                     | deutscher Politiker (SPD)                                                                                | 93    |       |
| 4. August  | Wilhelm Apel                       | deutscher Politiker (SPD), MdL                                                                           | 64    |       |
| 4. August  | Paul Lechler junior                | deutscher Fabrikant und Kirchenmann                                                                      | 85    |       |
| 4. August  | Lennart Silfverstolpe              | schwedischer Tennisspieler                                                                               | 81    |       |
| 5. August  | Adolf Friedrich zu Mecklenburg     | deutscher Afrikareisender, Kolonialpolitiker und Präsident des Deutschen Olympischen Komitees            | 95    |       |
| 5. August  | Charlotte Ander                    | deutsche Schauspielerin                                                                                  | 66    |       |
| 5. August  | Heinrich Clasen                    | deutscher Jurist und Bürgermeister in Husum                                                              | 81    |       |
| 5. August  | Nereo Costantini                   | italienischer Bildhauer                                                                                  | 63    |       |
| 5. August  | Heinrich Feiler                    | deutscher Jurist und Landrat                                                                             | 73    |       |
| 5. August  | Marie Hamsun                       | norwegische Schauspielerin, Kinderbuchautorin                                                            | 87    |       |
| 5. August  | Henrik Rasmussen                   | dänischer Turner                                                                                         | 82    |       |
| 5. August  | Bernardino Terés                   | argentinischer Tangopianist, Bandleader und Komponist spanischer Herkunft                                | 87    |       |
| 6. August  | Theodor W. Adorno                  | deutscher Soziologe, Philosoph, Musikwissenschaftler und Komponist                                       | 65    |       |
| 6. August  | Gary Hemming                       | amerikanischer Bergsteiger                                                                               | 34    |       |
| 06. August | Tracy Jaeckel                      | US-amerikanischer Fechter und Fechtsportfunktionär                                                       | 64    |       |
| 6. August  | Karl Jenschke                      | österreichischer Automobilkonstrukteur und Luftfahrtpionier                                              | 70    |       |
| 6. August  | Fritz Koref                        | Physikochemiker                                                                                          | 84    |       |
| 6. August  | Uwe Preußner                       | deutsches Todesopfer an der innerdeutschen Grenze                                                        | 19    |       |
| 6. August  | Frank A. Tuttle                    | US-amerikanischer Filmausstatter                                                                         | 63    |       |
| 7. August  | Ernst von Glasow                   | Gutsbesitzer und deutscher Maler                                                                         | 72    |       |
| 7. August  | Morris Goldenberg                  | US-amerikanischer Schlagwerker und Hochschullehrer                                                       | 58    |       |
| 7. August  | Joseph Kosma                       | ungarischer Komponist                                                                                    | 63    |       |
| 7. August  | Clare Magee                        | US-amerikanischer Politiker                                                                              | 70    |       |
| 7. August  | Mahlon Merrick                     | US-amerikanischer Filmkomponist und Filmschaffender                                                      | 69    |       |
| 7. August  | Russ Morgan                        | US-amerikanischer Bandleader                                                                             | 65    |       |
| 7. August  | Alfons Wotschitzky                 | österreichischer Klassischer Archäologe                                                                  | 51    |       |
| 8. August  | Patrick Crowe                      | irischer Politiker der Fine Gael                                                                         | 77    |       |
| 8. August  | Elias Avery Lowe                   | US-amerikanischer Paläograph                                                                             | 89    |       |
| 8. August  | Heinz Lederer                      | deutscher NSDAP-Kunstfunktionär und Bildhauer                                                            | 63    |       |
| 8. August  | Ferry Ohrtmann                     | deutscher Hallenchef und Radsportfunktionär                                                              | 75    |       |
| 8. August  | Steven Parent                      | US-amerikanisches Mordopfer, Opfer der Manson Family                                                     | 18    |       |
| 8. August  | Otmar von Verschuer                | deutscher Humangenetiker                                                                                 | 73    |       |
| 9. August  | Abigail Folger                     | US-amerikanische Erbin eines Kaffeekonzerns, Opfer eines Mordanschlags                                   | 25    |       |
| 9. August  | Wojciech Frykowski                 | polnischer Schauspieler und Schriftsteller; Opfer eines Anschlags der Manson Family                      | 32    |       |
| 9. August  | Johannes Härtel                    | deutscher Generalmajor der Bundeswehr                                                                    | 61    |       |
| 9. August  | Paul Kübler                        | deutscher Pädagoge und Politiker (SPD), MdB                                                              | 46    |       |
| 9. August  | Paul Mus                           | französischer Historiker                                                                                 | 67    |       |
| 9. August  | Constantin Ion Parhon              | rumänischer Arzt und Forscher                                                                            | 94    |       |
| 9. August  | Walter Platzhoff                   | deutscher Historiker und Hochschullehrer                                                                 | 87    |       |
| 9. August  | Cecil Powell                       | englischer Physiker                                                                                      | 65    |       |
| 9. August  | Jay Sebring                        | amerikanischer Friseur                                                                                   | 35    |       |
| 9. August  | Sharon Tate                        | US-amerikanische Filmschauspielerin und Model                                                            | 26    |       |
| 10. August | Maurine Dallas Watkins             | US-amerikanische Reporterin und Drehbuchautorin                                                          | 73    |       |
| 10. August | Hermann Fabry senior               | deutscher Arzt und Dermatologe                                                                           | 89    |       |
| 10. August | Wilhelm Fischer                    | deutscher Chirurg und Hochschullehrer                                                                    | 77    |       |
| 10. August | Leno LaBianca                      | US-amerikanischer Unternehmer, Besitzer einer Supermarktkette und Opfer der Tate-LaBianca-Morde          | 44    |       |
| 10. August | Rosemary LaBianca                  | US-amerikanische Boutiquebesitzerin und Opfer der Tate-LaBianca-Morde                                    | 38    |       |
| 10. August | Wilhelm Lenz                       | Landtagsabgeordneter des Volksstaats Hessen                                                              | 72    |       |
| 10. August | Georges Perrin                     | französischer Radrennfahrer                                                                              | 77    |       |
| 11. August | Nikolaus Bernett                   | deutscher Turn- und Sportführer                                                                          | 87    |       |
| 11. August | Willibald Braun                    | Architekt                                                                                                | 87    |       |
| 11. August | Peter Buckley                      | britischer Radrennfahrer (Isle of Man)                                                                   | 25    |       |
| 11. August | Una Lucy Fielding                  | australische Neuroanatomin                                                                               | 81    |       |
| 11. August | Karl Küll                          | deutscher Politiker (KPD), MdL                                                                           | 77    |       |
| 11. August | Barratt O’Hara                     | US-amerikanischer Politiker                                                                              | 87    |       |
| 11. August | Timme Rosenkrantz                  | dänischer Produzent und Autor                                                                            | 58    |       |
| 11. August | Karl Heinrich Wörner               | deutscher Musikwissenschaftler, Musikschriftsteller und Hochschullehrer                                  | 59    |       |
| 12. August | Hermann Fischer                    | deutscher Radrennfahrer                                                                                  | 66    |       |
| 12. August | Josef Glaser                       | deutscher Fußballspieler                                                                                 | 82    |       |
| 12. August | Käthe Lipke                        | deutsche Malerin und Pädagogin                                                                           | 88    |       |
| 12. August | Hans Piloty                        | deutscher Nachrichtentechniker                                                                           | 74    |       |
| 12. August | Heinrich Reisner                   | deutscher Bauingenieur, technischer Redakteur sowie Gründer und Direktor des „Haus der Technik“ in Essen | 88    |       |
| 12. August | Vilho Väisälä                      | finnischer Meteorologe und Unternehmer                                                                   | 79    |       |
| 13. August | Adelina Adalis                     | sowjetische Dichterin, Schriftstellerin und Übersetzerin                                                 | 69    |       |
| 13. August | Jacob do Bandolim                  | brasilianischer Mandolinist und Komponist                                                                | 51    |       |
| 13. August | Friedel Berges                     | deutscher Schwimmer                                                                                      | 65    |       |
| 13. August | Heinrich Bütefisch                 | deutscher Chemiker                                                                                       | 75    |       |
| 13. August | Nicolás Fasolino                   | Erzbischof von Santa Fe und Kardinal der römisch-katholischen Kirche                                     | 82    |       |
| 13. August | Daniel J. Ronan                    | US-amerikanischer Politiker                                                                              | 55    |       |
| 13. August | Rudolf Graf Strachwitz             | deutscher Diplomat                                                                                       | 73    |       |
| 14. August | Nicholas Bachynsky                 | kanadischer Politiker (Manitoba)                                                                         | 81    |       |
| 14. August | Bruno Chizzo                       | italienischer Fußballspieler                                                                             | 53    |       |
| 14. August | Tony Fruscella                     | US-amerikanischer Jazz-Trompeter                                                                         | 42    |       |
| 14. August | Sigrid Gurie                       | norwegisch-amerikanische Schauspielerin                                                                  | 58    |       |
| 14. August | Leen Hoogendijk                    | niederländischer Wasserballspieler                                                                       | 79    |       |
| 14. August | Vernon Petherick                   | australischer Politiker                                                                                  | 69    |       |
| 14. August | Werner Richter                     | deutscher Schriftsteller und Journalist                                                                  | 81    |       |
| 14. August | Rudolf von Waldenfels              | deutscher Offizier, zuletzt Generalleutnant im Zweiten Weltkrieg                                         | 73    |       |
| 14. August | Leonard Sidney Woolf               | britischer Verleger, Publizist, Ehemann von Virginia Woolf                                               | 88    |       |
| 15. August | Ladislav Karel Feierabend          | Justiz-, Landwirtschafts- und Finanzminister der Tschechoslowakei                                        | 78    |       |
| 15. August | William Goetz                      | US-amerikanischer Filmproduzent und Kunstsammler                                                         | 66    |       |
| 15. August | Konstantin Peller                  | österreichischer Architekt                                                                               | 81    |       |
| 15. August | Hansludwig Scheffold               | deutscher Politiker (CDU), Oberbürgermeister von Schwäbisch Gmünd                                        | 43    |       |
| 15. August | Wilhelm Siegmann                   | deutscher SS-Hauptsturmführer und KZ-Wächter mehrerer Konzentrationslager                                | 70    |       |
| 15. August | Stijn Streuvels                    | flämischer Schriftsteller                                                                                | 97    |       |
| 15. August | Rolf Weih                          | deutscher Schauspieler                                                                                   | 63    |       |
| 16. August | Mark Naumowitsch Bernes            | sowjetischer Schauspieler und Sänger                                                                     | 57    |       |
| 16. August | Otto Frommknecht                   | deutscher Politiker und Bayerischer Staatsminister für Wirtschaft                                        | 87    |       |
| 16. August | Dieter Renz                        | deutscher Amateurboxer                                                                                   | 26    |       |
| 16. August | Josef Schwalber                    | deutscher Rechtsanwalt und Politiker (CSU), MdL                                                          | 67    |       |
| 17. August | Philip Blaiberg                    | südafrikanischer Zahnarzt und zweiter Mensch mit einem transplantierten Herzen                           | 60    |       |
| 17. August | Ferdinand Cattini                  | Schweizer Eishockeyspieler                                                                               | 52    |       |
| 17. August | Wilhelm Heile                      | deutscher Politiker (DDP, FDP, DP), MdR, MdL                                                             | 87    |       |
| 17. August | Adolf Keller                       | Schweizer Arzt und Naturheilkundler                                                                      | 89    |       |
| 17. August | Theodore D. McCown                 | US-amerikanischer Paläoanthropologe                                                                      | 61    |       |
| 17. August | Ludwig Mies van der Rohe           | deutscher Architekt                                                                                      | 83    |       |
| 17. August | Otto Stern                         | deutsch-amerikanischer Physiker                                                                          | 81    |       |
| 18. August | Laci Boldemann                     | deutscher Komponist                                                                                      | 48    |       |
| 18. August | E. Wallace Chadwick                | US-amerikanischer Politiker                                                                              | 85    |       |
| 18. August | Mildred Davis                      | US-amerikanische Schauspielerin                                                                          | 68    |       |
| 18. August | Humayun Kabir                      | indischer Politiker, Philosoph und Hochschullehrer                                                       | 63    |       |
| 18. August | Clemens Klotz                      | deutscher Architekt                                                                                      | 83    |       |
| 18. August | Ferdinand Onno                     | österreichischer Schauspieler                                                                            | 87    |       |
| 18. August | Ernst Rudolf Vogenauer             | deutscher Grafiker                                                                                       | 72    |       |
| 19. August | Wilhelm Deimann                    | deutscher Philologe                                                                                      | 80    |       |
| 19. August | Hildur Dixelius                    | schwedische Schriftstellerin                                                                             | 89    |       |
| 19. August | Kristian Hovde                     | norwegischer Skilangläufer und Nordischer Kombinierer                                                    | 65    |       |
| 19. August | Max Hüske                          | deutscher Filmproduktionsleiter und -herstellungsleiter                                                  | 67    |       |
| 19. August | Leslie Hutchinson                  | grenadischer Cabaret- und Nachtclubsänger sowie Jazzpianist                                              | 69    |       |
| 19. August | Nakayama Gishū                     | japanischer Schriftsteller                                                                               | 68    |       |
| 19. August | Ludwig Schandl                     | österreichischer Politiker (FPÖ), Landtagsabgeordneter im Burgenland                                     | 60    |       |
| 20. August | Conrad Albrecht                    | deutscher Marineoffizier, zuletzt Generaladmiral im Zweiten Weltkrieg                                    | 88    |       |
| 20. August | Marty Barry                        | kanadischer Eishockeyspieler                                                                             | 64    |       |
| 20. August | Paul Beyer                         | deutscher Manager, Rechtsanwalt und Notar                                                                | 80    |       |
| 20. August | Horace Brodsky                     | australischer Künstler                                                                                   | 84    |       |
| 20. August | Theodor Dipper                     | deutscher Theologe und Organisator der Württembergischen Pfarrhauskette                                  | 66    |       |
| 20. August | Eric Francis MacKenzie             | US-amerikanischer Geistlicher, Weihbischof in Boston                                                     | 75    |       |
| 20. August | Paul Schmidtgen                    | deutscher Apotheker und Chemiker                                                                         | 87    |       |
| 21. August | Oleksandr Brodskyj                 | sowjetischer Chemiker und Physiker                                                                       | 74    |       |
| 21. August | Alexander Fjodorowitsch Timontajew | sowjetischer Schauspieler                                                                                | 64    |       |
| 22. August | Karl I. Albrecht                   | deutscher Kommunist, Nationalsozialist und Autor                                                         | 71    |       |
| 22. August | Josef Gassner                      | österreichischer Politiker (SPÖ), Landtagsabgeordneter, Mitglied des Bundesrates                         | 79    |       |
| 22. August | Heinrich Mosler                    | deutscher Politiker (KPD/SED) und Widerstandskämpfer                                                     | 58    |       |
| 22. August | Toussaint Renucci                  | französischer Romanist und Italianist                                                                    |       |       |
| 22. August | Hans Ludwig Schläfer               | deutscher Chemiker                                                                                       | 46    |       |
| 23. August | Joseph Goebel                      | deutscher Orgelbauer und Musikforscher                                                                   | 76    |       |
| 23. August | Adolf Grabowsky                    | deutscher geopolitischer Wissenschaftler                                                                 | 88    |       |
| 23. August | Hans Hoff                          | österreichischer Psychiater und Neurologe                                                                | 71    |       |
| 23. August | Harry Hoppe                        | deutscher Offizier, zuletzt Generalleutnant im Zweiten Weltkrieg                                         | 75    |       |
| 23. August | Walter March                       | deutscher Architekt                                                                                      | 70    |       |
| 23. August | Hubert Scharley                    | deutscher Gewerkschafter und Politiker (SPD), MdL                                                        | 63    |       |
| 23. August | Karl Wotke                         | deutscher KZ-Lagerarzt                                                                                   | 57    |       |
| 24. August | Bernt von Heiseler                 | deutscher Schriftsteller                                                                                 | 62    |       |
| 24. August | Gotthilf Kächele                   | deutscher Politiker                                                                                      | 81    |       |
| 24. August | Fritz Mooshake                     | Präsident der preußischen Bau- und Finanzdirektion                                                       | 92    |       |
| 24. August | Franz Skaupy                       | Chemiker, Physiker, Hochschullehrer und Erfinder                                                         | 87    |       |
| 25. August | Robert Cosgrove                    | australischer Politiker                                                                                  | 84    |       |
| 25. August | Harry Hammond Hess                 | US-amerikanischer Geologe                                                                                | 63    |       |
| 25. August | Max Ingrand                        | französischer Glasmaler und Designer                                                                     | 60    |       |
| 25. August | Maria Troncatti                    | italienische Ordensschwester und Missionarin in Ecuador                                                  | 86    |       |
| 26. August | Ismail al-Azhari                   | sudanesischer Politiker                                                                                  |       |       |
| 26. August | Joseph Bourgougnoux                | französischer Turner                                                                                     | 91    |       |
| 26. August | Arnold Dehnen                      | deutscher Politiker (DNVP, CDU), MdL                                                                     | 86    |       |
| 26. August | Reinhard Maack                     | deutscher Forschungsreisender und Universal-Wissenschaftler                                              | 76    |       |
| 26. August | Martin Miller                      | österreichisch-britischer Schauspieler, Regisseur und Kabarettist                                        | 69    |       |
| 26. August | Léon Monnier                       | französischer Hochspringer                                                                               | 86    |       |
| 26. August | Leopold Theuringer                 | österreichischer Politiker (ÖVP), Landtagsabgeordneter                                                   | 74    |       |
| 27. August | Edward Bridges, 1. Baron Bridges   | britischer Politiker und Staatsbeamter                                                                   | 77    |       |
| 27. August | Ivy Compton-Burnett                | englische Schriftstellerin                                                                               | 85    |       |
| 27. August | Eberhard Hölscher                  | deutscher Gebrauchsgrafiker                                                                              | 79    |       |
| 27. August | Marga Lindt                        | deutsche Schauspielerin                                                                                  | 80    |       |
| 27. August | Erika Mann                         | deutsche Schauspielerin, Kabarettistin und Schriftstellerin                                              | 63    |       |
| 27. August | Charles W. Thayer                  | US-amerikanischer Kavallerieoffizier, Diplomat und Schriftsteller                                        | 59    |       |
| 28. August | Emilio Frugoni                     | uruguayischer Politiker, Jurist, Dichter, Essayist und Journalist                                        | 89    |       |
| 28. August | Josef Furtmeier                    | Mentor der Weißen Rose                                                                                   | 81    |       |
| 28. August | Henk Janssen                       | niederländischer Tauzieher                                                                               | 79    |       |
| 28. August | Karl Mallek                        | masurischer Schriftsteller, Volkskundler, Publizist und Lehrer                                           | 71    |       |
| 28. August | Robert Sparr                       | US-amerikanischer Filmregisseur, Filmeditor und Drehbuchautor                                            | 53    |       |
| 28. August | Edward John Thye                   | US-amerikanischer Politiker                                                                              | 73    |       |
| 29. August | Ernst Seifert                      | deutscher Chirurg und Hochschullehrer                                                                    | 81    |       |
| 29. August | Willy Dumrath                      | deutscher Heimatforscher                                                                                 | 80    |       |
| 29. August | Walter Gottschalk                  | deutscher Romanist, Lexikograf und Verleger                                                              | 74    |       |
| 29. August | Carl Graf von Klinckowström        | deutscher Kultur- und Technikhistoriker                                                                  | 85    |       |
| 29. August | Alfonso Orlando                    | italienischer Langstreckenläufer                                                                         | 77    |       |
| 29. August | Ernst Jakob Wetzel                 | deutscher Landwirt, Weingutsbesitzer und Politiker (DVP, CDU), MdL                                       | 82    |       |
| 29. August | Seyyed Zia al Din Tabatabai        | iranischer Journalist, Ministerpräsident des Iran                                                        |       |       |
| 30. August | Nadeschda Gajewskaja               | russische bzw. sowjetische Hydrobiologin, Protozoologin und Hochschullehrerin                            |       |       |
| 30. August | Wolf Justin Hartmann               | deutscher Schriftsteller und Offizier                                                                    | 74    |       |
| 30. August | Edward A. Kelly                    | US-amerikanischer Politiker                                                                              | 77    |       |
| 30. August | José Samyn                         | französischer Radrennfahrer                                                                              | 33    |       |
| 31. August | Wolfgang Bretholz                  | deutsch-schweizerischer Journalist                                                                       | 65    |       |
| 31. August | Donald C. Bruce                    | US-amerikanischer Politiker                                                                              | 48    |       |
| 31. August | Ottmar Gerster                     | deutscher Komponist                                                                                      | 72    |       |
| 31. August | Rocky Marciano                     | amerikanischer Boxer                                                                                     | 45    |       |
| 31. August | Johannes Müller                    | deutscher Komponist, Operettentenor und Schauspieler                                                     | 76    |       |
| 31. August | Albine Nagel                       | österreichische Sopranistin                                                                              | 85    |       |
| 31. August | Hermann Olfe                       | deutscher Industrieller und Vorstand der Gelsenkirchener Bergwerks AG                                    | 84    |       |
| August     | Henry Harold Goldberger            | US-amerikanischer Pädagoge und Schulbuch-Autor                                                           | 91    |       |
| August     | Ernst Rosenthal                    | deutscher Porzellanindustrieller                                                                         | 79    |       |
| August     | Simon Segal                        | französischer Maler                                                                                      | 70    |       |

## September
| Tag           | Name                          | Beruf, bekannt als                                                                                              | Alter | Beleg |
| ------------- | ----------------------------- | --- | ----- | ----- |
| 1. September  | Theodor Eversmann             | deutscher Politiker (CDU), MdV                                                                                  | 68    |       |
| 1. September  | Heinz Hax                     | deutscher Sportschütze                                                                                          | 69    |       |
| 1. September  | Gustav Engelbert Leithäuser   | deutscher Hochfrequenztechniker                                                                                 | 87    |       |
| 1. September  | Aili Konttinen                | finnische Autorin                                                                                               | 63    |       |
| 1. September  | Michael Lippert               | deutscher SS-Angehöriger, zuletzt SS-Standartenführer                                                           | 72    |       |
| 1. September  | Joseph Malkin                 | amerikanisch-russischer Violoncellist                                                                           | 89    |       |
| 1. September  | Max Weiler                    | Schweizer Fußballspieler                                                                                        | 68    |       |
| 2. September  | Alois Bauer                   | österreichischer Politiker (SDAP), Abgeordneter zum Nationalrat                                                 | 89    |       |
| 2. September  | Erich Godal                   | deutscher Zeichner, Karikaturist, Illustrator und Emigrant                                                      | 70    |       |
| 2. September  | Hồ Chí Minh                   | vietnamesischer Revolutionär und Staatsmann                                                                     | 79    |       |
| 2. September  | Willy Mairesse                | belgischer Automobilrennfahrer                                                                                  | 40    |       |
| 2. September  | Norman Washington Manley      | jamaikanischer Politiker                                                                                        | 76    |       |
| 2. September  | Amos de Shalit                | israelischer Physiker und Hochschullehrer                                                                       | 42    |       |
| 3. September  | Alexander Gleichmann von Oven | deutscher Ruderer                                                                                               | 90    |       |
| 3. September  | Paul Grabner                  | österreichischer Politiker (CS), Landtagsabgeordneter                                                           | 73    |       |
| 3. September  | Joseph Hoster                 | deutscher Priester, Kunsthistoriker und Philologe                                                               | 59    |       |
| 04. September | Raymond Flacher               | französischer Fechter                                                                                           | 65    |       |
| 4. September  | Andreas Haisch                | deutscher Politiker (MdL und Landrat)                                                                           | 68    |       |
| 4. September  | Franz Xaver Niedermayer       | deutscher katholischer Ordensgeistlicher                                                                        | 86    |       |
| 4. September  | Marcel Riesz                  | ungarischer Mathematiker                                                                                        | 82    |       |
| 5. September  | Henk Bijvanck                 | niederländischer Komponist                                                                                      | 59    |       |
| 5. September  | Jan Bontjes van Beek          | deutscher Bildhauer und Keramiker                                                                               | 70    |       |
| 5. September  | Ernst Esche                   | deutscher Agronom                                                                                               | 74    |       |
| 5. September  | Jorge Herrán                  | uruguayischer Architekt und Politiker                                                                           | 72    |       |
| 5. September  | Sofie Regenscheit             | deutsche Politikerin (SPD)                                                                                      | 76    |       |
| 5. September  | Hans-Joachim Rehse            | deutscher Jurist, Richter am Volksgerichtshof und Symbol des Scheiterns der deutschen Nachkriegsjustiz bei d... | 66    |       |
| 6. September  | Konrad von Bayern             | Prinz von Bayern                                                                                                | 85    |       |
| 6. September  | Arthur Friedenreich           | brasilianischer Fußballspieler                                                                                  | 77    |       |
| 6. September  | Ludwig Heilmeyer              | deutscher Internist                                                                                             | 70    |       |
| 6. September  | Carlos Hill                   | chilenischer Fußballspieler                                                                                     | 62    |       |
| 6. September  | Harold Patten                 | US-amerikanischer Politiker                                                                                     | 61    |       |
| 6. September  | Alfred Stucky                 | Schweizer Bauingenieur                                                                                          | 77    |       |
| 6. September  | Karl Thomas                   | deutscher Mediziner                                                                                             | 85    |       |
| 7. September  | Arthur Benda                  | deutscher Fotograf                                                                                              | 84    |       |
| 7. September  | Thomas Darmo                  | Katholikos-Patriarch der ostsyrischen „Kirche des Ostens“                                                       |       |       |
| 7. September  | Everett Dirksen               | US-amerikanischer Politiker                                                                                     | 73    |       |
| 7. September  | William P. Fay                | irischer Diplomat                                                                                               |       |       |
| 7. September  | Gavin Maxwell                 | schottischer Schriftsteller und Naturschützer                                                                   | 55    |       |
| 8. September  | Curt Bräuer                   | deutscher Offizier und Diplomat                                                                                 | 80    |       |
| 8. September  | Guido Calgari                 | Schweizer Politiker, Hochschullehrer und Schriftsteller                                                         | 63    |       |
| 8. September  | Alexandra David-Néel          | französische Reiseschriftstellerin und ordinierte buddhistische Nonne in Tibet                                  | 100   |       |
| 8. September  | Ferdinand Graf                | österreichischer Politiker (ÖVÜ), Verteidigungsminister, Abgeordneter zum Nationalrat, Mitglied des Bundesra... | 62    |       |
| 8. September  | Emil Leeb                     | deutscher Offizier, General der Artillerie und Leiter des Heereswaffenamtes                                     | 88    |       |
| 8. September  | Carl-Ludwig Siemons           | deutscher Politiker (CDU), MdL                                                                                  | 80    |       |
| 8. September  | Frederick Varley              | kanadischer Maler                                                                                               | 88    |       |
| 8. September  | Gordon Thomas Whyburn         | US-amerikanischer Mathematiker                                                                                  | 65    |       |
| 9. September  | Dschalāl Āl-e Ahmad           | iranischer Schriftsteller, Übersetzer                                                                           | 45    |       |
| 9. September  | Robert J. Bronner             | US-amerikanischer Kameramann                                                                                    | 62    |       |
| 9. September  | Fritz Fichtner                | deutscher Kunsthistoriker und christlicher Archäologe                                                           | 79    |       |
| 9. September  | Cedric Haywood                | US-amerikanischer Jazzpianist                                                                                   | 54    |       |
| 9. September  | Guido Álvaro Peredo Leigue    | bolivianischer Guerillero                                                                                       | 31    |       |
| 9. September  | Adolf Riedlin                 | deutscher Kunstmaler                                                                                            | 77    |       |
| 9. September  | Arthur Schult                 | deutscher Pädagoge und Schriftsteller                                                                           | 76    |       |
| 9. September  | Friedrich Stolte              | deutscher Politiker (DP, CDU), MdL                                                                              | 80    |       |
| 9. September  | Fernand Wambst                | französischer Radrennfahrer                                                                                     | 66    |       |
| 10. September | Hans Kölzow                   | deutscher Chemiker und SS-Führer                                                                                | 68    |       |
| 10. September | Johann Wilhelm Mannhardt      | deutscher Politologe und Soziologe                                                                              | 85    |       |
| 10. September | Tom Morahan                   | britischer Filmarchitekt, Produktionsleiter und Filmproduzent                                                   | 63    |       |
| 10. September | Wilfried Wolters              | deutscher Theologe (Lutherisch), Landessuperintendent von Sprengel Celle                                        | 78    |       |
| 11. September | Leon Payne                    | US-amerikanischer Country-Musiker und Songschreiber                                                             | 52    |       |
| 11. September | Onni Peltonen                 | finnischer Politiker (SDP), Mitglied des Reichstags                                                             | 74    |       |
| 11. September | Ellen Richter                 | österreichische Schauspielerin und Filmproduzentin                                                              | 78    |       |
| 11. September | Berthold Waßmer               | deutscher Kirchenmusiker und Komponist                                                                          | 83    |       |
| 12. September | Terry de la Mesa Allen        | US-amerikanischer Generalmajor                                                                                  | 81    |       |
| 12. September | William Henry Chamberlin      | US-amerikanischer Journalist, Historiker und Autor                                                              | 72    |       |
| 12. September | Charles Foulkes               | kanadischer General                                                                                             | 66    |       |
| 12. September | Bruno Fugmann                 | deutscher Hüttendirektor                                                                                        | 86    |       |
| 12. September | Robert Geritzmann             | deutscher Politiker (SPD), MdB                                                                                  | 76    |       |
| 12. September | Paul Habraschka               | deutscher Bergmann, Schriftsteller und Humorist                                                                 | 71    |       |
| 12. September | Johnny Quilty                 | kanadischer Eishockeyspieler                                                                                    | 48    |       |
| 12. September | Hilger van Scherpenberg       | deutscher Diplomat und Staatssekretär im Auswärtigen Amt                                                        | 69    |       |
| 13. September | Bert Courtley                 | britischer Jazztrompeter (auch Flügelhorn)                                                                      | 40    |       |
| 13. September | Klaus-Jürgen Kluge            | deutsches Todesopfer der Berliner Mauer                                                                         | 21    |       |
| 13. September | Bernard James Sheil           | Weihbischof in Chicago                                                                                          | 81    |       |
| 13. September | Otto Weber                    | österreichischer Politiker (SPÖ), Landtagsabgeordneter                                                          | 71    |       |
| 14. September | James Anderson                | US-amerikanischer Schauspieler                                                                                  | 48    |       |
| 14. September | Edmund Beyl                   | deutscher Lehrer und Politiker (NSDAP); Präsident des Volkstags der Freien Stadt Danzig (1937–1939)             | 68    |       |
| 14. September | Manuella Kalili               | US-amerikanischer Schwimmer                                                                                     | 56    |       |
| 14. September | Hans Theo Richter             | deutscher Maler und Grafiker                                                                                    | 67    |       |
| 14. September | Maximilian Rosenberg          | deutscher Arzt, Schriftsteller, Musik- und Theaterkritiker                                                      | 83    |       |
| 15. September | Daniel Joseph Feeney          | US-amerikanischer Geistlicher, Bischof von Portland                                                             | 75    |       |
| 15. September | Otto Grimlund                 | schwedischer Journalist und kommunistischer Politiker (Sveriges socialdemokratiska arbetareparti)               | 75    |       |
| 15. September | Walter Möller                 | deutscher Politiker (NSDAP, FDP), MdL                                                                           | 63    |       |
| 15. September | Karl Theodor Schmitz          | deutscher Politiker (CDU)                                                                                       | 64    |       |
| 15. September | Karl Weingand                 | deutscher Bankkaufmann und Modellbauer                                                                          | 86    |       |
| 16. September | Heinz Friedrich Hartig        | deutscher Komponist und Musikpädagoge                                                                           | 62    |       |
| 16. September | Elsa Margot Hinzelmann        | Schriftstellerin                                                                                                | 74    |       |
| 16. September | Wilhelm Müller                | deutscher Pädagoge, Studienrat und Reserveoffizier                                                              | 83    |       |
| 16. September | Yin Haiguang                  | chinesischer Dozent für Philosophie und Politiker (Taiwan)                                                      | 49    |       |
| 17. September | Günther Herzfeld-Wüsthoff     | deutscher Antiquar, Privatgelehrter und Schriftsteller                                                          | 76    |       |
| 17. September | Édouard Mignan                | französischer Organist und Komponist                                                                            | 85    |       |
| 17. September | Arno Paulsen                  | deutscher Filmschauspieler                                                                                      | 69    |       |
| 17. September | Giovanni Urbani               | italienischer Kardinal der römisch-katholischen Kirche und Patriarch von Venedig                                | 69    |       |
| 18. September | Karl Egender                  | Schweizer Architekt                                                                                             | 71    |       |
| 18. September | Arthur Holzmann               | deutscher Politiker (NSDAP), MdR                                                                                | 89    |       |
| 18. September | Renato Marino Mazzacurati     | italienischer Maler und Bildhauer                                                                               | 62    |       |
| 18. September | Werner Meister                | Schweizer Politiker (BGB)                                                                                       | 79    |       |
| 18. September | Fred Ottow                    | deutsch-baltischer Publizist, Schriftsteller und Übersetzer                                                     | 82    |       |
| 18. September | William James Stewart         | kanadischer Politiker, 43. Bürgermeister von Toronto                                                            | 80    |       |
| 18. September | Rudolf Wagner-Régeny          | deutscher Komponist rumänischer Herkunft                                                                        | 66    |       |
| 18. September | Friedrich Weygand             | deutscher Chemiker und Hochschullehrer                                                                          | 57    |       |
| 19. September | Rex Ingram                    | US-amerikanischer Schauspieler                                                                                  | 73    |       |
| 19. September | Valentin Kielinger            | deutscher Politiker (CDU), Berliner Justizsenator                                                               | 68    |       |
| 19. September | Harold MacMichael             | britischer Verwaltungsbeamter in Kolonien, Hochkommissar von Palästina                                          | 86    |       |
| 20. September | Jeanne Beijerman-Walraven     | niederländische Komponistin                                                                                     | 91    |       |
| 20. September | Walther Grosse                | deutscher Offizier, zuletzt Generalmajor im Zweiten Weltkrieg sowie Volkswirt und Militärhistoriker             | 85    |       |
| 20. September | Leo Lis                       | deutsches Maueropfer                                                                                            | 45    |       |
| 20. September | Carl Lüer                     | deutscher Politiker (NSDAP), MdR, NS-Wehrwirtschaftsführer, stellvertretender Leiter der Reichswirtschaftska... | 72    |       |
| 20. September | Armand Petersen               | schweizerisch-französischer Tierbildhauer und Plastiker                                                         | 77    |       |
| 20. September | Werner Schreib                | deutscher Maler, Grafiker und Schriftsteller                                                                    | 44    |       |
| 21. September | Gustav Bohadti                | österreichischer Setzer, Buchdrucker, Faktor, Fachschriftsteller                                                | 86    |       |
| 21. September | Nikolai Karotamm              | estnischer Kommunist                                                                                            | 67    |       |
| 22. September | Viktor Brod                   | österreichischer Schriftsteller                                                                                 | 74    |       |
| 22. September | Robert Kelly                  | englischer Fußballspieler                                                                                       | 75    |       |
| 22. September | Adolfo López Mateos           | mexikanischer Präsident                                                                                         | 59    |       |
| 22. September | Bernd Scholz                  | deutscher Komponist                                                                                             | 58    |       |
| 22. September | Aleksandras Stulginskis       | litauischer Politiker, Präsident (1920–1926)                                                                    | 84    |       |
| 23. September | Hans Deppe                    | deutscher Schauspieler und Filmregisseur                                                                        | 71    |       |
| 23. September | Walter Heringlake             | deutscher Politiker (NSDAP), MdR                                                                                | 68    |       |
| 23. September | Anton Hiersemann              | deutscher Verleger                                                                                              | 77    |       |
| 23. September | C. W. W. Kannangara           | sri-lankischer Politiker und Bildungsminister                                                                   | 84    |       |
| 24. September | Rodolfo Biagi                 | argentinischer Tango-Musiker und -Komponist                                                                     | 63    |       |
| 24. September | Hermann Gullasch              | Oberbürgermeister von Bremerhaven                                                                               | 69    |       |
| 24. September | Warren McCulloch              | US-amerikanischer Neurophysiologe und Kybernetiker                                                              | 70    |       |
| 24. September | James O’Toole                 | irischer Politiker (Fianna Fáil)                                                                                |       |       |
| 25. September | Erhard Amadeus Dier           | österreichischer Maler und Grafiker                                                                             | 76    |       |
| 25. September | Constanze Hallgarten          | deutsche Pazifistin und Frauenrechtlerin                                                                        | 88    |       |
| 25. September | Bruno Lehmann                 | deutscher Fußballspieler                                                                                        | 73    |       |
| 25. September | Paul Scherrer                 | Schweizer Physiker                                                                                              | 79    |       |
| 26. September | Albert Belmont                | Schweizer Politiker (SP/KPS) und Gewerkschafter                                                                 | 93    |       |
| 26. September | Howard Lydecker               | US-amerikanischer Filmtechniker und Spezialeffektkünstler                                                       | 58    |       |
| 27. September | Nicolas Grunitzky             | togoischer Politiker                                                                                            | 56    |       |
| 27. September | Abdullah Haron                | südafrikanischer Imam                                                                                           | 45    |       |
| 27. September | Willy Herbert                 | deutscher Politiker (NSDAP), MdR                                                                                | 65    |       |
| 27. September | Naitō Katsutoshi              | japanischer Ringer und Judokämpfer                                                                              | 74    |       |
| 27. September | Juan Manuel Menéndez          | spanischer Radrennfahrer                                                                                        | 37    |       |
| 28. September | Ștefan Filotti                | rumänischer Fußballspieler                                                                                      | 47    |       |
| 28. September | Fritz Frauenheim              | deutscher Marineoffizier, zuletzt Fregattenkapitän im Zweiten Weltkrieg                                         | 57    |       |
| 28. September | Kimon Georgiew                | bulgarischer Politiker und Ministerpräsident                                                                    | 87    |       |
| 28. September | Maria Haydl                   | rumänische deutschsprachige Schriftstellerin                                                                    | 59    |       |
| 28. September | Rata Lovell-Smith             | neuseeländische Lehrerin und Lehrerin, Kunstlehrerin und Malerin                                                | 74    |       |
| 28. September | Therese Šip                   | österreichische Fürsorgerin und Politikerin                                                                     | 86    |       |
| 29. September | Fritz Fickeisen               | deutscher Politiker (SPD), MdL                                                                                  | 71    |       |
| 29. September | Hans Schnitzlein              | deutsch-brasilianischer Jurist                                                                                  | 71    |       |
| 29. September | Andrej Stojanow               | bulgarischer Komponist, Musikpädagoge und Pianist                                                               | 79    |       |
| 29. September | István Szirmai                | ungarischer kommunistischer Politiker, Mitglied des Parlaments                                                  | 63    |       |
| 30. September | Nikola Atanassow              | bulgarischer Komponist und Musikpädagoge                                                                        | 82    |       |
| 30. September | Otto Barwinski                | deutscher Jurist, Generalrichter der Wehrmacht                                                                  | 79    |       |
| 30. September | Ernest Jacquet                | Schweizer Eishockeyspieler                                                                                      | 83    |       |
| 30. September | Romilly James Heald Jenkins   | britischer Byzantinist und Neogräzist                                                                           |       |       |
| 30. September | Ewald Lanwer                  | deutscher Diplomat und Stadtdirektor                                                                            | 61    |       |
| 30. September | Josef Roesch                  | deutscher Politiker (Zentrum, CDU), MdL                                                                         | 67    |       |
| September     | Margarete Bäumer              | deutsche Opernsängerin (Sopran)                                                                                 | 71    |       |
| September     | Alexis Kyrou                  | griechischer Diplomat                                                                                           | 68    |       |